# Solon
Sólon (starogrško Σόλων; 638 - 558 pr. n. št.), starogrški politik, arhont, zakonodajalec-reformator in lirski pesnik, Atene, Grčija.

## Družbene razmere
Na prelomu 7. in 6. stoletja pr. n. št. so Atene pestili veliki nemiri. Ogromen razkorak med bogatimi in revnimi, predvsem med premožnimi veleposestniki in zadolženimi malimi kmeti, je povzročal socialne napetosti, grozilo je, da se bodo sprostile v revolucijo, če jih ne bi uspelo zmanjšati z odločilnimi zakonodajnimi ukrepi.
Že okoli leta 620 pr. n. št. je imel ustrezna pooblastila Drakon. Ker pa se je v bistvu omejil samo na to, da je dal zapisati staro običajno pravo, je lahko le nekoliko pristrigel peruti brezobzirni samovolji vladajočega razreda; trajnejši uspeh bi mogla zagotoviti samo temeljita prenova sodstva, predvsem pa odprava krvnega maščevanja. Tako pa sta se še naprej ohranjali najhujši nepravilnosti, ki ju je omenjal Aristotel: Dolžnik je za svoje posojilo jamčil z lastno osebo (dolžniško suženjstvo), zemlja je bila v posesti manjšine. Prav tu je nadaljeval Solon, ko je bil leta 594 pr. n. št. izvoljen za arhonta s posebnimi pooblastili.

### Najpomembnejše reforme
- odpravil je dolgove kmetom
- prepovedal zasužnjevanje zadolženih kmetov
- na državne stroške je odkupil kmete z njihovimi družinami
- celotno družbo je razdelil na 4 razrede (na podlagi letnega zaslužka prebivalcev)

V višjem družbenem razredu so se nahajali državljani, ki so imeli več političnih pravic. Na podlagi razredov je bila organizirana tudi vojska: državljani prvih dveh razredov so služili vojsko kot konjenica, tretji razred kot težko oborožena pehota (hopliti), četrti razred pa ni bil vojaško obvezen, temveč so jih izjemoma vpoklicali kot lažje oboroženo pehoto. Sužnji niso imeli pravice služiti kot vojaki.
Ustavni obliki države, v kateri so državljani razdeljeni v razrede po imovini in premoženju ter je od tega odvisna njihova državljanska pravica, imenujemo timokracija.